# باول فرنسيس ويبستر
باول فرنسيس ويبستر (بالإنجليزية: Paul Francis Webster)‏ هو كاتب وكاتب أغاني وشاعر أمريكي، ولد في 20 ديسمبر 1907 في نيويورك في الولايات المتحدة، وتوفي في 18 مارس 1984 في بيفرلي هيلز في الولايات المتحدة.

## وصلات خارجية
- باول فرنسيس ويبستر على موقع IMDb (الإنجليزية)
- باول فرنسيس ويبستر على موقع ميوزك برينز (الإنجليزية)
- باول فرنسيس ويبستر على موقع قاعدة بيانات برودواي على الإنترنت (الإنجليزية)
- باول فرنسيس ويبستر على موقع قاعدة بيانات برودواي على الإنترنت (الإنجليزية)
- باول فرنسيس ويبستر على موقع إن إن دي بي (الإنجليزية)
- باول فرنسيس ويبستر على موقع أول ميوزيك (الإنجليزية)
- باول فرنسيس ويبستر على موقع ديسكوغز (الإنجليزية)
- باول فرنسيس ويبستر على موقع قاعدة بيانات الفيلم (الإنجليزية)